# Bam Bam Twist
Bam Bam Twist è un singolo del cantautore italiano Achille Lauro, pubblicato il 19 giugno 2020 come terzo estratto dalla riedizione del quinto album 1969 – Achille Idol Rebirth. Il brano è dedicato a Leonardo Cesarini.
Il brano ha visto la partecipazione del DJ italiano Gow Tribe e del duo Frenetik & Orang3.
In Italia il brano ha raggiunto la quarta posizione dei più trasmessi dalle radio tra gli italiani nel 2020, nonché 15º in generale.

## Video musicale
Il video musicale è stato reso disponibile il 1º luglio 2020 sul canale YouTube del cantautore. Nel video Lauro canta con la giacca aperta accompagnato da una band queer e due amanti che ballano un twist alla Pulp Fiction. I protagonisti amanti della clip sono Claudio Santamaria e la moglie Francesca Barra.

## Tracce
Testi di Lauro De Marinis, Daniele Dezi, Daniele Mungai e Matteo Ciceroni, musiche di Daniele Dezi, Daniele Mungai e Matteo Ciceroni.
1. Bam Bam Twist – 2:54

## Successo commerciale
In Italia il brano è stato il 15º più trasmesso dalle radio nel 2020.

## Classifiche

### Classifiche settimanali
| Classifica (2020) | Posizione massima |
| ----------------- | ----------------- |
| Italia            | 19                |

### Classifiche di fine anno
| Classifica (2020) | Posizione |
| ----------------- | --------- |
| Italia            | 47        |
| Classifica (2021) | Posizione |
| Italia            | 90        |